# Трент (річка)
Трент (англ. Trent) — одна з найголовніших річок Великої Британії. Бере початок в Стаффордширі, протікає територією графств Ноттінгемшир, Дербішир, Лінкольншир та Східний Йоркширський Райдінг, у тому числі через міста Сток-он-Трент, Лічфілд, Дербі, Ноттінгем, Ньюарк-он-Трент. Впадає в Північне море через естуарій Гамбер.
Довжина річки 298 кілометрів, з яких судноплавних 188. Трент відомий явищем припливної хвилі (Trent Aegir) заввишки до 1,5 м, що йде проти течії під час сизигійних припливів.
Трент є межею між Північною та Південною Англією.
| Земля | Це незавершена стаття з географії. Ви можете допомогти проєкту, виправивши або дописавши її. |

1. ↑  https://www.britannica.com/place/River-Trent